# Hokkaido Air System
Hokkaido Air System (HAC) (яп. 株式会社北海道エアシステム, кабусікі гайся хоккайдо еа сісутему)(яп. 株式会社北海道エアシステム кабусики гайся хоккайдо эа сисутэму) — невелика авіакомпанія Японії зі штаб-квартирою в аеропорту Окимада (район Хігасі, Саппоро), що працює у сфері регулярних пасажирських перевезень на маршрутах по острову Хоккайдо.

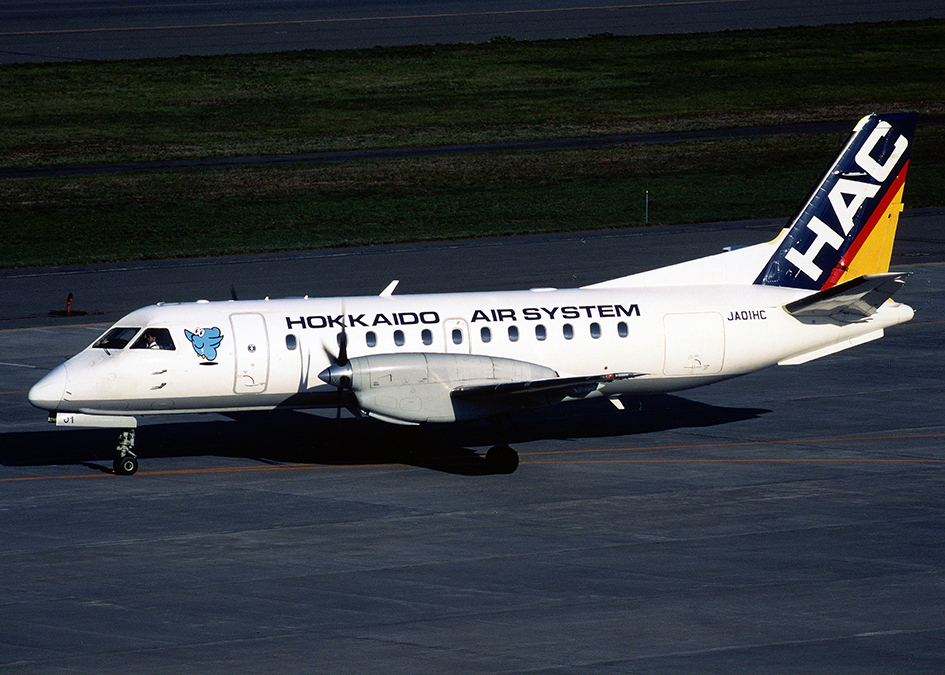
Saab 340B-WT авіакомпанії Hokkaido Air System

Портом приписки перевізника і його головним транзитним вузлом (хабом) є аеропорт Окімада.
Hokkaido Air System — приватна компанія з більш ніж шістдесятьма акціонерами, основними з яких є уряд Хоккайдо (36,5 %), Japan Airlines (14,5 %) і міське самоврядування Саппоро (13,5 %). Серед інших відомих співвласників міські самоврядування Хакодате і Кусіро, компанії Hokkaido Electric Power Company, Hokkaido Bank і North Pacific Bank.
У березні 2013 року штат авіакомпанії нараховував 82 працівника.

## Історія
Hokkaido Air System була заснована 30 вересня 1997 року і початку операційну діяльність у наступному році. Компанія створювалася як спільне підприємство з великою авіакомпанією Air System, яка потім була реорганізована у флагманського авіаперевізника Японії Japan Airlines. Перша штаб-квартира Hokkaido Air System розміщувалася в пасажирському терміналі аеропорту Тітосе Новий в місті Тітосе (Хоккайдо).
У 1998 році авіакомпанія відкрила регулярні пасажирські перевезення на маршрутах Тітосе-Хакодате, Hakodate-Асахікава, Hakodate-Кусіро і Асахікава-Кусіро, в наступному році маршрутна мережа розширилася рейсами Тітосе-Кусіро і Хакодате-Меманбецу, а в 2001 році — регулярним маршрутом Hakodate-Сендай. У 2003 році Hokkaido Air System відкрила перевезення з аеропорту Окадама в Хакодате і Кусіро, загальна кількість обслуговуваних напрямків при цьому зросла до дев'яти. У 2005—2006 році авіакомпанія обслуговувала регулярні рейси між Тітосе і аеропортом Окадама (Sapporo). 31 березня 2006 року припинила операційну діяльність компанія Air Hokkaido, на наступний день Hokkaido Air System початку пасажирські перевезення на напрямку Hakodate-Окусири, викупивши відповідні права у збанкрутілої компанії.
У березні 2011 року Hokkaido Air System вийшла зі складу JAL Group в зв'язку з проведеної масштабної реорганізацією JAL. Japan Airlines при цьому зберегла 14 % акцій перевізника, тим самим залишившись другим за величиною акціонером HAC після уряду префектури Хоккайдо. 1 вересня 2011 року Japan Airlines призупинила продаж та бронювання авіаквитків на рейси Hokkaido Air System, в тому ж періоді префектура острова Хоккайдо приступила до субсидування пасажирських перевезень між рядом населених пунктів острова.
За результатами фінансового року, що завершився 31 березня 2013 року, Hokkaido Air System показала збиток в 296 мільйонів ієн, після чого керівництво авіакомпанії вжило низку заходів, спрямованих на поліпшення операційної діяльності перевізника, зокрема поновилися спільні рейси з Japan Airlines, а в липні того ж року було відкрито регулярний маршрут між Саппоро і Місавою. У грудні 2013 року уряд Хоккайдо і Japan Airlines перебували в процесі переговорів про спільне субсидування Hokkaido Air System і можливий перехід авіакомпанії статус дочірнього підприємства холдингу JAL Group.

## Маршрутна мережа

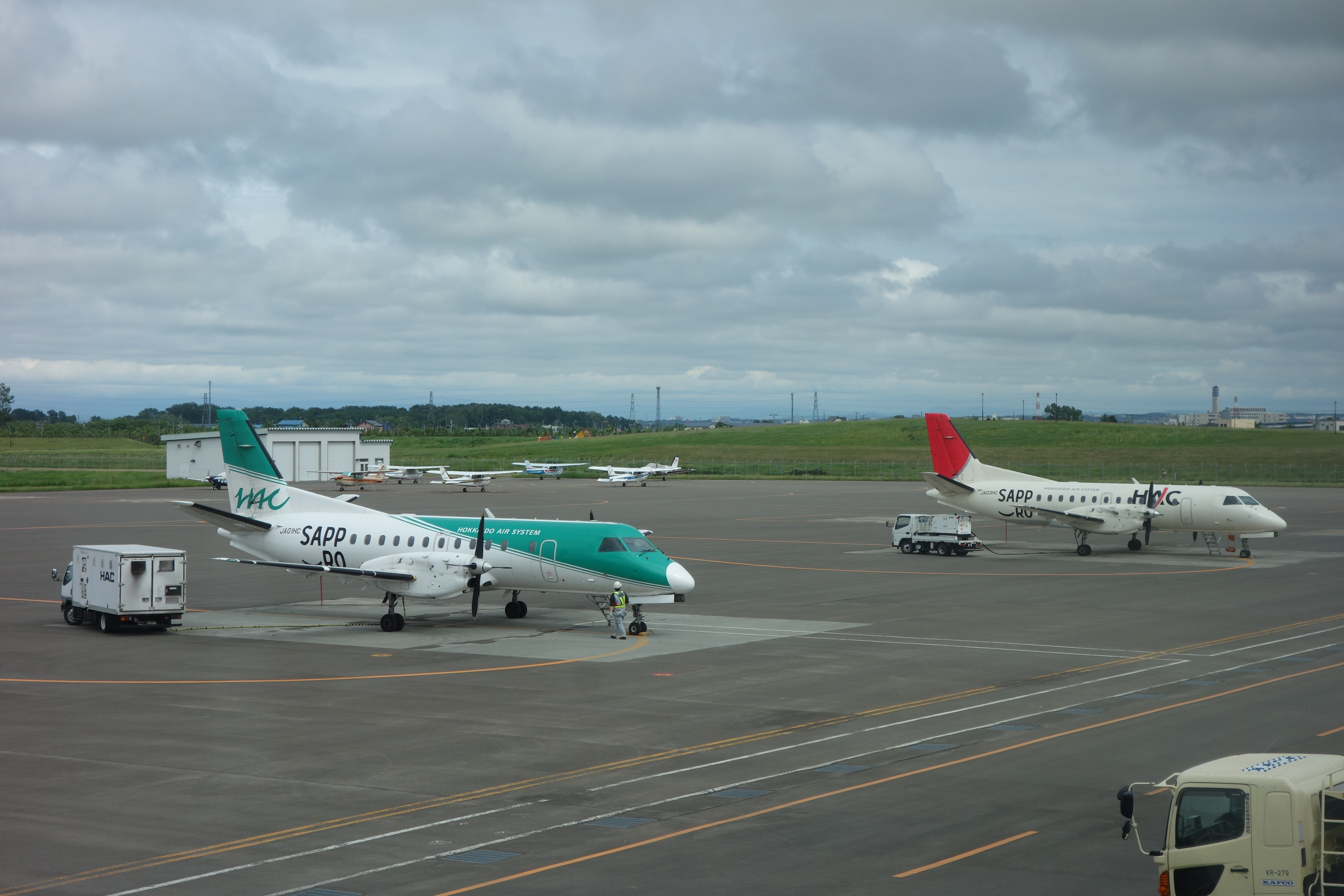
Два літаки Saab 340B-WT авіакомпанії Hokkaido Air System в аеропорту Окадама. На передньому плані — у нинішній лівреї, на задньому — в колишній лівреї JAL

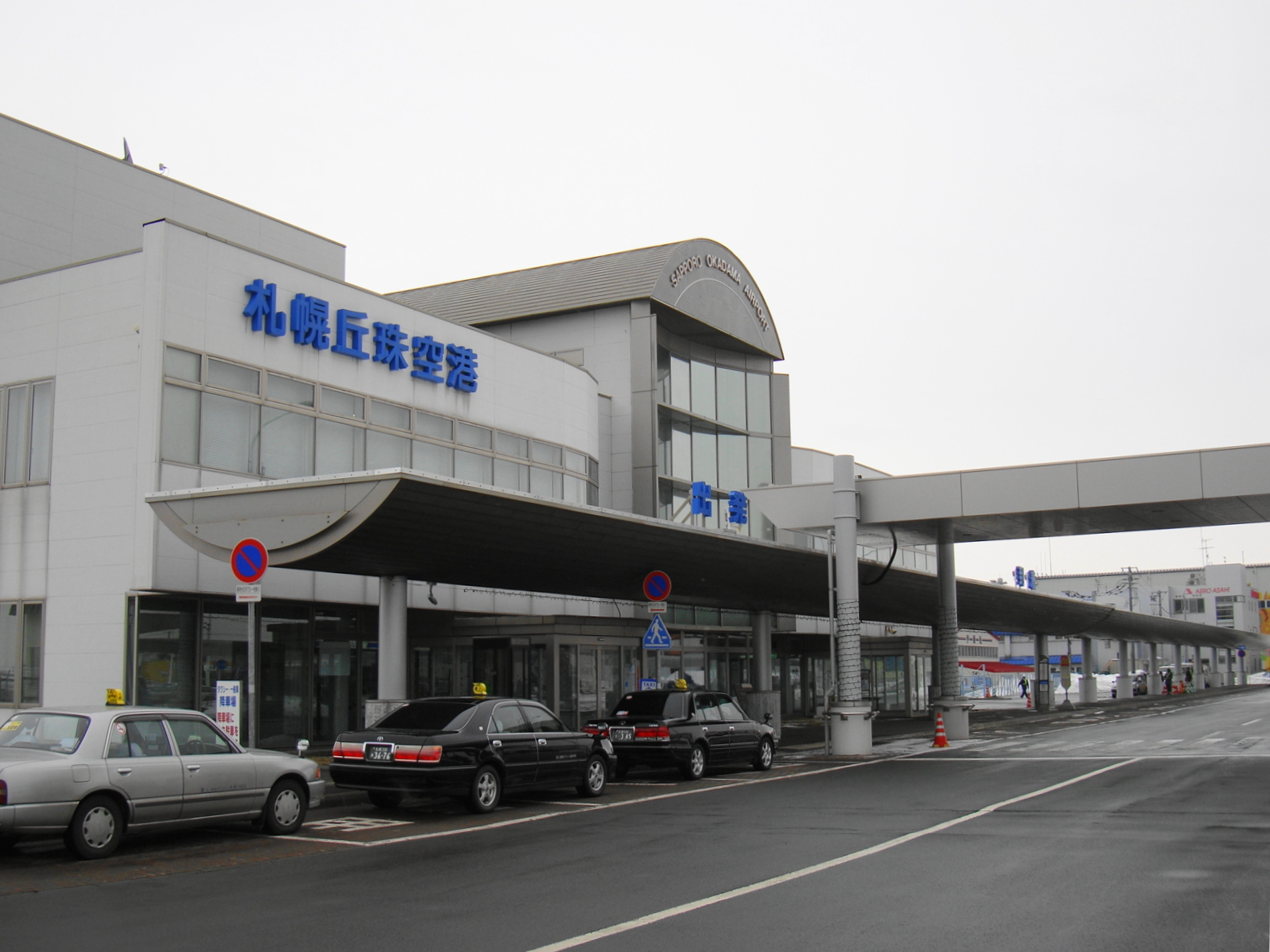
Будівлю пасажирського терміналу аеропорту Окадама, в якій розміщується штаб-квартира авіакомпанії HAC

У травні 2014 року маршрутна мережа регулярних перевезень авіакомпанії Hokkaido Air System охоплювала наступні аеропорти:
- Саппоро — аеропорт Окадама — хаб
- Хакодате — аеропорт Хакодате
- Асахікава — аеропорт Асахікава
- Кусіро — аеропорт Кусіро
- Окушірі — аеропорт Окушірі
- Рісірі-Фудзі — аеропорт Рісірі
- Місава — аеропорт Місава

## Флот
У січні 2013 року авіакомпанія Hokkaido Air System експлуатувала наступні літаки: